# Adolf Engler

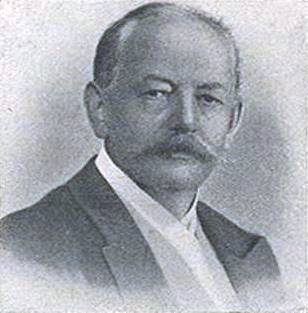
Adolf Engler um 1913

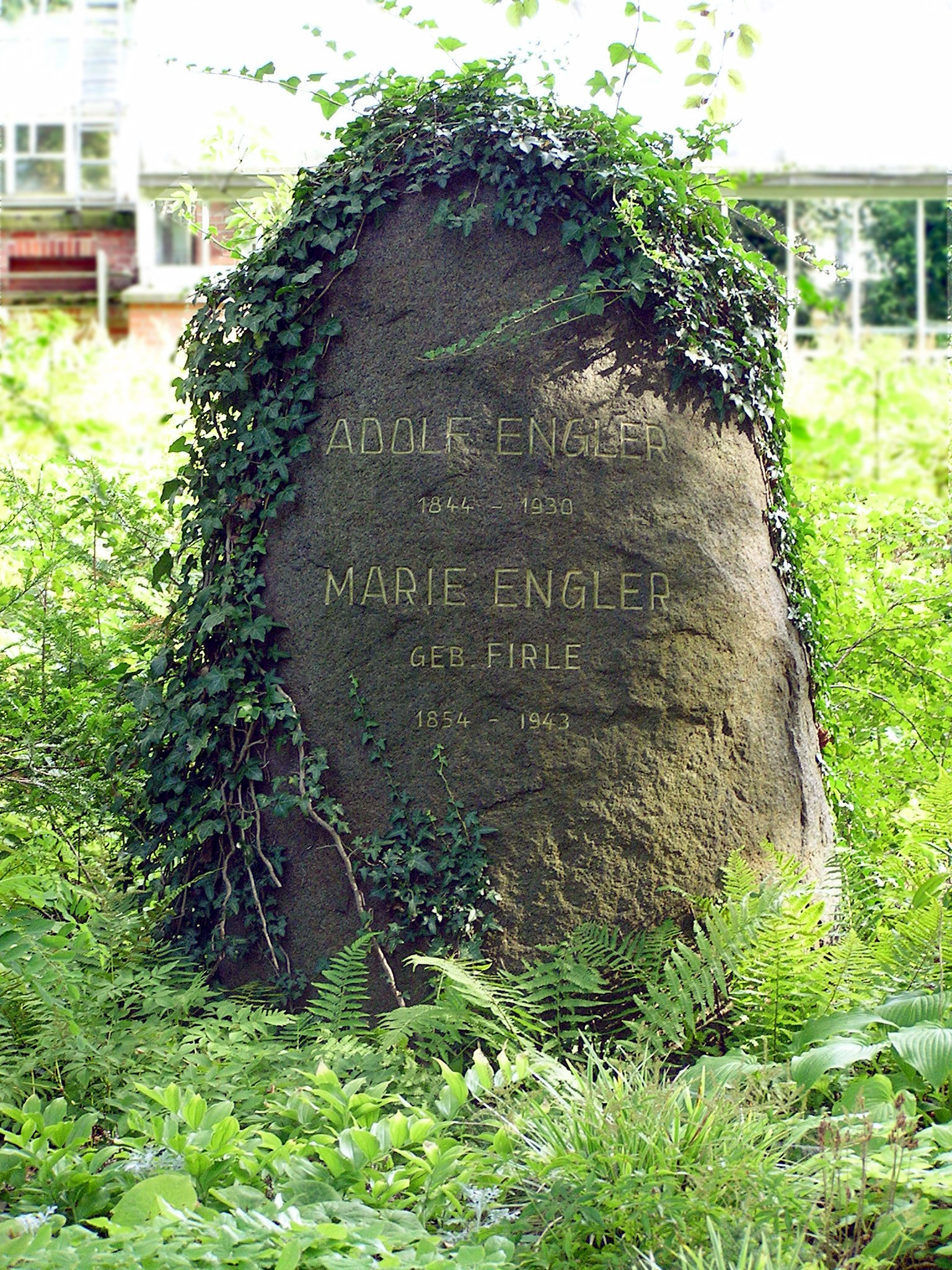
Grabmal von Adolf Engler im Botanischen Garten Berlin

Heinrich Gustav Adolf Engler (* 25. März 1844 in Sagan, Provinz Schlesien, Königreich Preußen; † 10. Oktober 1930 in Berlin) war ein deutscher Botaniker und der führende Pflanzenexperte seiner Zeit. Sein offizielles botanisches Autorenkürzel lautet „Engl.“  

## Leben und Wirken
Im niederschlesischen Sagan geboren, kam er mit seinen Eltern, August und Pauline Engler, 1848 nach Breslau. Hier besuchte er bis zum Abitur im Jahre 1863 das Maria-Magdalenen-Gymnasium. Während seines Studiums in München wurde er 1866 Mitglied der Burschenschaft Algovia. 1866 promovierte Adolf Engler zum Dr. phil. an der Universität Breslau. Von 1871 bis 1878 war er Lektor und Herbariumskurator in München. 1878 wurde er in die Deutsche Akademie der Naturforscher Leopoldina gewählt. Von 1878 bis 1884 lehrte er systematische Botanik an der Universität Kiel, wo er erstmals einen botanischen Garten anlegte. Dann trat er in Breslau die Nachfolge seines Doktorvaters Heinrich Göppert als Direktor des Botanischen Gartens (1884–1889) an. Im Alter von 45 Jahren übernahm er in Berlin im Oktober 1889 eine ordentliche Professur für systematische Botanik an der Friedrich-Wilhelms-Universität und wurde mit diesem Amt zugleich Direktor des Königlichen Botanischen Gartens und Museums in Schöneberg.
1900 bewirkte er den Umzug des Botanischen Gartens Berlin von Schöneberg nach Dahlem und schuf mit dieser 43 ha großen Anlage Deutschlands größten und bedeutendsten und mit etwa 20.000 Arten artenreichsten botanischen Garten. Ein Jahr zuvor hatte er bereits auf Wunsch des Gouverneurs Julius Freiherr von Soden die Gründung der Botanischen Zentralstelle für die deutschen Kolonien erreichen können.
Engler bereiste 1889 Algerien und Tunesien, 1901 die Kanarischen Inseln, 1902 und 1905 Süd- und Ostafrika und 1906 das tropische Asien. 1913 unternahm er eine Reise um die Welt.
1880 begründete Engler die Botanischen Jahrbücher, die er bis 1930 als Herausgeber betreute.
Engler unternahm auch den Versuch, die Flora sowie die Vegetation der ganzen Erde in einzelnen Werken zusammenzufassen. Vollständig erschienen ist das Werk Die natürlichen Pflanzenfamilien, das er in den Jahren 1887–1915 zusammen mit Karl Anton Eugen Prantl herausgab. Von der Reihe Die Vegetation der Erde, die er zusammen mit Carl Georg Oscar Drude in den Jahren 1896–1923 veröffentlichte, sind 15 Bände erschienen. 
Das Werk Das Pflanzenreich, das alle Arten der Erde behandeln sollte, wurde im Jahre 1900 begonnen und auch nach seinem Tode noch fortgesetzt. Bis 1953 sind 107 Bände des Werks herausgekommen, davon 97 zu Englers Lebzeiten.
Mehrere Botaniker wie Richard Kolkwitz, Hermann Morstatt (1877–1958), Karl-Otto Müller und Friedrich Richard Schaudinn studierten bei Adolf Engler. Franz Josef Niedenzu, Ferdinand Albin Pax, Wilhelm Ruhland, Julius Schuster und Georg Volkens waren wissenschaftliche Assistenten bei Engler. Sein Schüler Ludwig Diels wurde 1921 Englers Nachfolger als Direktor des Gartens uns Museums.
Seinem eigenen Wunsch entsprechend fand er im Botanischen Garten Berlin seine letzte Ruhestätte. Es war bis zum Jahr 2009 als Ehrengrab der Stadt Berlin gewidmet.

## Ehrungen
1901 wurde Engler in die American Academy of Arts and Sciences gewählt, 1906 in die American Philosophical Society und 1925 in die National Academy of Sciences. 1912 wurde er korrespondierendes Mitglied der Académie des sciences in Paris. 1913 wurde er mit der Linné-Medaille der Linnean Society of London ausgezeichnet. 
Die Pflanzengattungen Englerastrum Briq. aus der Familie der Lippenblütler (Lamiaceae), Englerarum Nauheimer & P.C.Boyce aus der Familie der Aronstabgewächse (Araceae), Englerella Pierre und Englerophytum K.Krause aus der Familie der Sapotengewächse (Sapotaceae), Engleria O. Hoffm. aus der Familie der Korbblütler (Asteraceae), Englerina Tiegh. aus der Familie der Riemenblumengewächse (Loranthaceae), Englerocharis Muschl. aus der Familie der Kreuzblütler (Brassicaceae), Englerodoxa Hoerold aus der Familie der Heidekrautgewächse (Ericaceae), Englerodaphne Gilg aus der Familie der Seidelbastgewächse (Thymelaeaceae), Englerophoenix Kuntze aus der Familie der Palmen (Arecaceae) und Englerodendron Harms aus der Familie der Hülsenfrüchtler (Fabaceae) sind nach ihm benannt worden. Auch die Pilzgattungen Engleromyces Henn., Englerula Henn., Englerulella Hansf. und Parenglerula Höhn. sind Engler zu Ehren benannt worden.
Die vom Botanischen Garten und Botanischen Museum Berlin-Dahlem herausgegebene Zeitschrift Englera trägt seinen Namen. 1938 wurde eine zum Botanischen Museum führende Straße in Englerallee umbenannt.

## Schriften (Auswahl)

### Hauptwerke
- De genere Saxifraga. Halle [1866] (Digitalisat).
- Beiträge zur Naturgeschichte und Verbreitung des Genus Saxifraga L. Halle 1866.
- Index criticus specierum atque synonymorum generis Saxifraga L. [Wien 1869.]
- Monographie der Gattung Saxifraga L. Breslau 1872 (Digitalisat).
- Versuch einer Entwicklungsgeschichte der extratropischen Florengebiete. 2 Teile, Leipzig 1879–1882.
- Führer durch den königlich botanischen Garten der Universität zu Breslau. Breslau 1886 (Digitalisat).
- Die Liliaceae. Berlin 1887.
- Die Forschungsreise S.M.S. „Gazelle“ in den Jahren 1874 bis 1876 unter Kommando des Kapitän zur See Freiherrn von Schleinitz. IV. Teil: Botanik. Berlin 1889 (Digitalisat).
- Über die Hochgebirgsflora des tropischen Afrika. Berlin 1892 (Digitalisat).
- Syllabus der Pflanzenfamilien.:
  - 1. Auflage: Syllabus der Vorlesungen über specielle und medicinisch-pharmaceutische Botanik. Eine Uebersicht über das ganze Pflanzensystem mit Berücksichtigung der Medicinal- und Nutzpflanzen. Berlin 1892 (Digitalisat) – Grosse Ausgabe.
  - 2. Auflage: Zweite, umgearbeitete Ausgabe, Berlin 1898.
  - 3. Auflage: Dritte, umgearbeitete Auflage, Berlin 1903 (Digitalisat).
  - 4. Auflage: Vierte, umgearbeitete Auflage, Berlin 1904.
  - 5. Auflage: Fünfte, umgearbeitete Auflage, Berlin 1907.
  - 6. Auflage: Sechste, umgearbeitete Auflage, Berlin 1909.
  - 7. Auflage: Siebente, wesentlich umgearbeitete Auflage, Berlin 1912 – mit Ernst Gilg.
  - 8. Auflage: Achte, mehrfach ergänzte Auflage, Berlin 1919 – mit Ernst Gilg.
  - 9. Auflage: Neunte, mehrfach ergänzte Auflage, Berlin 1924 – mit Ernst Gilg.
- Die Pflanzenwelt Ost-Afrikas und der Nachbargebiete. (= Deutsch-Ost-Afrika Band 5) Berlin 1895 (Digitalisat).
- Monographien afrikanischer Pflanzen-Familien und -Gattungen. 8 Bände, Berlin 1898–1904 – als Herausgeber.
- Die natürlichen Pflanzenfamilien nebst ihren Gattungen und wichtigeren Arten insbesondere den Nutzpflanzen. 1. Auflage, 23 Bände, Leipzig 1887–1915 (Digitalisat) – als Herausgeber mit Karl Anton Eugen Prantl.
- Die natürlichen Pflanzenfamilien nebst ihren Gattungen und wichtigsten Arten, insbesondere den Nutzpflanzen. 2. Auflage, 28 Bände, Leipzig, Berlin 1924–1980.
- Die Vegetation der Erde. 15 Bände, Leipzig 1896–1923 (Digitalisat) – als Herausgeber mit Oscar Drude.
- Das Pflanzenreich. Regni vegetabilis conspectus. Heft 1–107, Berlin 1900–1953 (Digitalisat) – als Herausgeber.
- Beiträge zur Entwicklungsgeschichte der Hochgebirgsfloren. Berlin 1916 (Digitalisat).

### Zeitschriftenbeiträge
- Gutachten über den Königlichen botanischen Garten zu Berlin und über die Frage nach seiner Verlegung. In: Notizblatt des Königl. botanischen Gartens und Museums zu Berlin. Band 1, Nr. 10, Engelmann, Leipzig 1897, S. 295–314 (JSTOR:3994155).
- Die Pflanzen-Formationen und die pflanzengeographische Gliederung der Alpenkette. In: Notizblatt des Königl. botanischen Gartens und Museums zu Berlin. Band 3, Appendix VII, Engelmann, Leipzig 1903 (doi:10.2307/3994118)